# Aurantiporus
Aurantiporus là một chi nấm thuộc họ Polyporaceae.